# Actinostemon schomburgkii
Actinostemon schomburgkii är en törelväxtart som först beskrevs av Johann Friedrich Klotzsch, och fick sitt nu gällande namn av Bénédict Pierre Georges Hochreutiner. Actinostemon schomburgkii ingår i släktet Actinostemon och familjen törelväxter. Inga underarter finns listade i Catalogue of Life.